# Vallonia albula
Vallonia albula är en snäckart som beskrevs av Sterki 1893. Vallonia albula ingår i släktet Vallonia och familjen grässnäckor. Inga underarter finns listade i Catalogue of Life.